# Dorcoceras
Dorcoceras, rod gesnerijevki iz podtribusa Loxocarpinae, dio tribusa Trichosporeae. Sastoji se od 6 vrsta iz Indokine, Malezije i južne Kine.. 
Rod je opisan još 1833 u Enumeratio Plantarum, quas in China Boreali 54., , a 2017. obavljena je revizija i u njega je uključeno nekoliko vrsta iz roda Boea. Posljednja 6. vrsta Dorcoceras brunneum , otkrivena je 2017

## Vrste
1. Dorcoceras brunneum C.Puglisi
2. Dorcoceras geoffrayi (Pellegr.) C.Puglisi
3. Dorcoceras glabrum C.Puglisi
4. Dorcoceras hygrometricum Bunge, tip
5. Dorcoceras philippense (C.B.Clarke) Schltr.
6. Dorcoceras wallichii (R.Br.) C.Puglisi